# フィードバック86
『フィードバック86』（Feedback 86）は、イギリスのギタリスト、スティーヴ・ハケットが2000年に発表したスタジオ・アルバム。ただし、純粋な新作ではなくアウトテイク集である。

## 解説
ハケットは1986年当時、GTRのメンバーとして活動しており、本作はGTRの解散と前後して制作されたが、長きにわたり未発表となっていた。本作ではブライアン・メイ（クイーン）、クリス・トンプソン（マンフレッド・マンズ・アース・バンド）、それにマリリオンのメンバーであるピート・トレワヴァスとイアン・モズレイを含むゲストがフィーチャーされた。
「プライズファイターズ」は、GTRでの盟友スティーヴ・ハウとの共作で、GTR時代の演奏はライブ・アルバム『キング・ビスケット・ライヴ』に収録されている。「スタジアム・オブ・ザ・ダムド」と「ザ・ガルフ」は、本作のリリースに先がけて、アルバム『ティル・ウィ・ハブ・フェイセス』（1984年）の再発CDにボーナス・トラックとして追加収録されていた。また、「オー・ハウ・アイ・ラヴ・ユー」は、既にライブ・アルバム『メニィ・サイズ・トゥ・ザ・ナイト』（1995年）で発表されていた曲だが、スタジオ・ヴァージョンは本作が初出である。
2001年11月21日に発売された日本初回盤CD (VICP-61610/1)は、ライブ・アルバム『ライヴ・90'S』と抱き合わせた2枚組CDとなった。一方、2007年に紙ジャケット仕様で発売された再発CD (IECP-10109)は、本作単体の内容となっている。また、アメリカでは2002年にインサイド・アウト・ミュージック・アメリカから発売された。
Rob Caldwellはオールミュージックにおいて5点満点中1.5点を付け、本作のロック色の強い曲に関しては「古臭いアリーナ・ロック」、アコースティック・ナンバーの「ノートル・ダム・デ・フルール」を「アルバム全体の人工的なサウンドとは異なっており、最も傑出している」と評している。

## 収録曲
特記なき楽曲はスティーヴ・ハケット作。7.はインストゥルメンタル。
1. カサンドラ - "Cassandra" - 4:07
2. プライズファイターズ - "Prizefighters" (Steve Hackett, Steve Howe) - 5:13
3. スロット・マシーン - "Slot Machine" (S. Hackett, Brian May) - 4:23
4. スタジアム・オブ・ザ・ダムド - "Stadiums of the Damned" - 4:42
5. ドント・フォール - "Don't Fall" - 4:26
6. オー・ハウ・アイ・ラヴ・ユー - "Oh How I Love You" - 3:58
7. ノートル・ダム・デ・フルール - "Notre Dame des Fleurs" - 3:11
8. ザ・ガルフ - "The Gulf" - 7:20

## 参加ミュージシャン
- スティーヴ・ハケット - ギター(all songs)、ボーカル(on #1, #2, #3, #4, #5, #8)、ハーモニカ(on #5)
- クリス・トンプソン - ボーカル(on #1, #2, #3, #5, #6)
- ボニー・タイラー - ボーカル(on #2)
- ブライアン・メイ - ギター(on #1, #3)、ボーカル(on #3)
- ニック・マグナス - キーボード(on #1, #2, #3, #4, #5, #8)、ドラム・プログラミング(on #2, #3, #4, #5, #8)、ピアノ(on #6)
- ピート・トレワヴァス（英語版） - ベース(on #1)
- テリー・パック - ベース(on #2)
- イアン・モズレイ（英語版） - ドラムス(on #1)
- フィル・ヘンダーソン - オーケストラ・アレンジ(on #2)